# Британский танк Mk.V (Харьков)
Танк в Харькове на площади Конституции — английский танк Mark V, установленный в качестве памятника Гражданской войне 1918—1922 г. в Харькове в 1938 году.
Первоначально было установлено два танка: т. н. «композит» с левым и правым расположением пушки (соответственно правый и левый танки танкового взвода). Второй памятник располагался на Пролетарской (бывшей Сергиевской) площади и был утрачен в 1943 году или несколько позднее.
Этот танк сохранился, однако в послевоенное время был перемещён на территорию Покровского собора и установлен во дворе Исторического музея. После того, как здание музея в 1990 году было возвращено Харьковской епархии, танк был перенесён через Университетскую улицу на пл. Конституции, к другому зданию Исторического музея (бывшего ранее ломбардом), где и располагался до ремонта.

## История танка
Достоверная история происхождения танка неизвестна. По одной из неподтверждённых версий, танк был поставлен союзниками в Добровольческую армию в конце 1919 или в начале 1920 года, и затем был зачислен в Русскую армию Врангеля в Крыму, где получил название «За Русь Святую». Осенью 1920 года танк был подбит в левую гусеницу во время боев с РККА на Каховском плацдарме (на левой гусенице все ещё можно разглядеть следы повреждений).
После ремонта танк был зачислен в боевой состав РККА (с 1920 в составе харьковской, затем с 1922 лефортовской танковых эскадр РККА), а затем в качестве военного трофея выставлен в Харькове на всеобщее обозрение.
В 1938 году в семи городах СССР были выставлены, в основном попарно, трофейные танки I мировой войны в качестве памятников. Часть снятых в 1938 году с вооружения Mark V, согласно распоряжению К. Е. Ворошилова, была распределена по следующим городам:

«Танки считаю необходимым использовать следующим образом:
1. „Рикардо“ [так, по названию модификации двигателя, именовали в СССР танки Mark V] в количестве 14 штук передать по два городам: Смоленску, Ростову-на-Дону, Харькову, Ленинграду, Киеву, Ворошиловграду и Архангельску для использования их как исторические памятники гражданской войны»

На данный момент, кроме харьковского танка (тип «гермафродит»), танки типа Mk.V сохранились ещё в Луганске (два танка типа «гермафродит»), в Архангельске (один танк типа «самка») и в Кубинке (один танк типа «самец»).

## Реконструкция
В октябре 2011 года, в связи с реконструкцией площади Конституции, танк (вместе с Т-34-85) перенесли на специально забетонированные помосты вдоль Бурсацкого спуска. В ноябре того же года оба танка были демонтированы и вывезены на Харьковский танкоремонтный завод для реставрации (ремонт и рихтовка техники не проводились со времён СССР, их только ежегодно красили). Танки планировалось вернуть на площадь к лету следующего года, к ЕВРО-2012 — однако реставрация началась в лишь марте 2012 года. Было объявлено, что проржавевшие части корпуса планируется вырезать и заменить их новыми вставками, также установить реалистичную имитацию вооружения.
В ноябре 2012 года стало известно, что танки вернут на постаменты после окончания реконструкции исторического музея. Оба танка вернулись на постаменты вдоль Бурсацкого спуска к 9 мая 2013 года.
25 июня 2009 года у танка прошла акция «Я помню, я горжусь!» в честь 90-летия взятия города Добровольческой Армией.
С 2023 года, начались реставрационные работы по восстановлению танка.

## Галерея
- Вид слева зимой
- Вид слева летом
- Вид слева осенью
- Вид справа зимой
- Вид спереди
- Вид сбоку
- Вид сзади
- «Пушка» из водопроводной трубы Ду32